# Geodos
Geodos är ett datorprogram för mätningsteknik inom lantmäteri, bygg- och anläggningsverksamhet.
Geodos lanserades 1986 samtidigt som Viker Data AB bildades.
Geodos är i första hand avsett att köras på fältdatorer. Grundidén är att kunna ansluta alla olika typer och fabrikat av mätinstrument och att kunna hantera data från och till alla förekommande datasystem för kartor, konstruktion och ritning.